# Ла Саль, Антуан де
Антуан де Ла Саль (фр. Antoine de la Sale, ок. 1386 — ок. 1462) — французский писатель позднего Средневековья.

## Биография

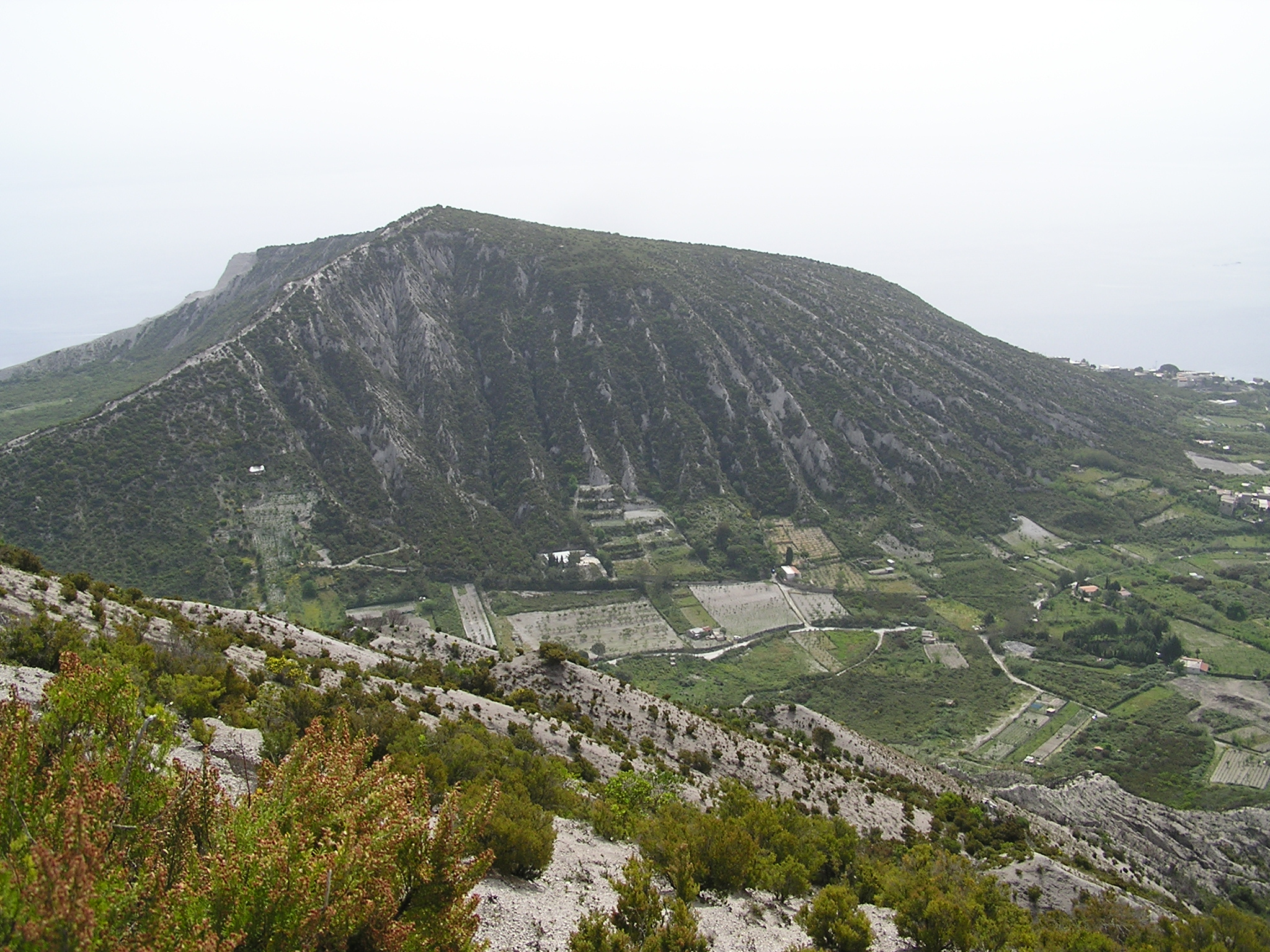
Остров Липари (Тирренское море). Антуан де Ла Саль побывал здесь в 1407 году и описал свои впечатления в книге «Салат»

Выходец из старинного дворянского рода, побочный сын знаменитого солдата удачи Бернардона де ла Салля, служившего многим господам, сам Ла Саль был живым воплощением рыцаря эпохи позднего феодализма. Долгое время (с 1402 года) служил при анжуйском дворе трём герцогам — Людовику II (с которым впервые побывал в Италии в 1407 году), Людовику III (которого сопровождал в итальянской экспедиции в 1420 году) и Рене Анжуйскому (чьих детей он воспитывал). В 1439 году женился на 15-летней неаполитанке Лионе де ла Селлана де Бруза. В 1448 году его отставили от анжуйского двора, и он устроился воспитателем сыновей герцога Бургундского Филиппа III.

## Творчество
Для старшего сына Рене Анжуйского, Иоанна Калабрийского, Ла Саль написал педагогический трактат «Салат» — La Salade, между 1437 и 1442), куда вошли две вполне самостоятельных прозаических повести: «Путешествие на острова Липари»(l’Excursion aux Îles Lipari) и «Рай королевы Сивиллы» (le Paradis de la reine Sibylle).
Другие сочинения Антуана де Ла Саля — собрание нравоучительных историй «Зала» (La Sale, между 1448 и 1451), «Утешение для госпожи Дю Фрэн» (Réconfort à Madame de Fresne, 1457), исполненный ностальгии по уходящей эпохе трактат «О турнирах и рыцарских играх былых времён» (Traité des anciens tournois et faits d’armes, 1458).

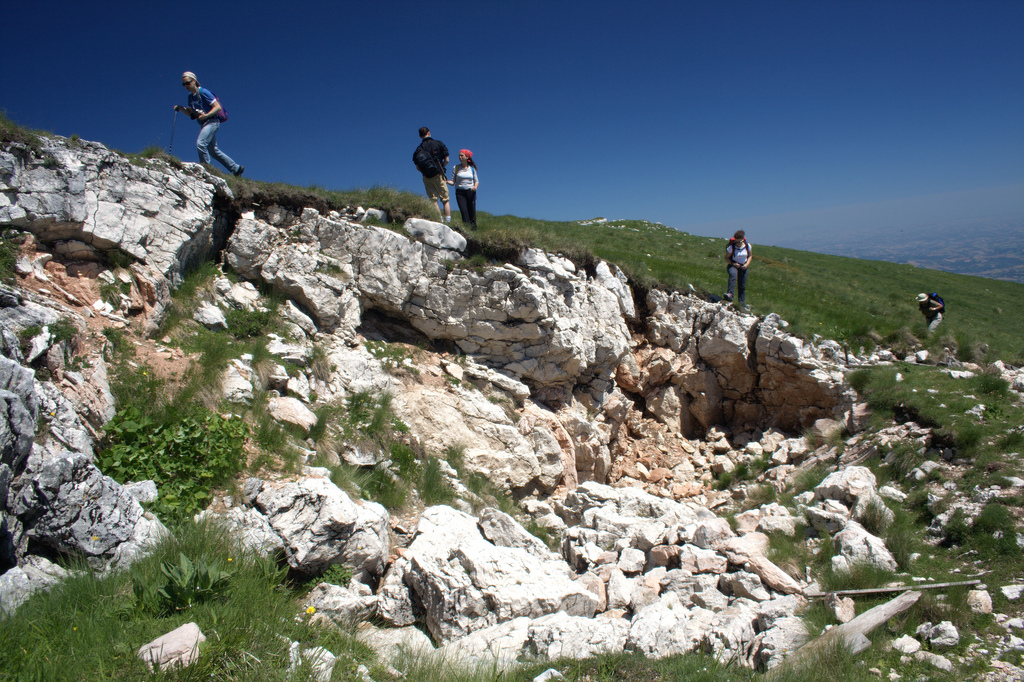
Апеннинские горы. Вход в пещеру Королевы Сивиллы. Антуан де Ла Саль подробно описал эту местность в книге «Рай королевы Сивиллы»

Ранее Ла Салю приписывали сатиру «Пятнадцать радостей брака» (Les quinze joies du mariage) и сборник «Сто новых новелл» (Cent Nouvelles Nouvelles), хотя в них нет и следа своеобразной, отличающей его от других, манеры де Ла Саля.

### «Маленький Жан из Сантре»
Роман «Маленький Жан из Сантре» (Le petit Jehan de Saintré, 1456, напечатан в 1517) является самым известным произведением Антуана де Ла Саля. Его герой — историческое лицо, попавший в плен в ходе битвы при Пуатье сенешаль Анжу, упомянутый Жаном Фруассаром в прологе к «Хроникам» в ряду доблестных военачальников Столетней войны. Роман, в котором поначалу прослеживаются приметы дидактического трактата, отражает кризис рыцарской культуры и самого жанра рыцарского романа. Куртуазное служение маленького Жана вдове де Бель Кузин (сюжет первой части книги временами напоминает «Ивейна» Кретьена де Труа) в итоге оборачивается чуть ли не пародией на куртуазность, а история взаимоотношений вдовы с похотливым чревоугодником Аббатом скорее напоминает о традициях фаблио.

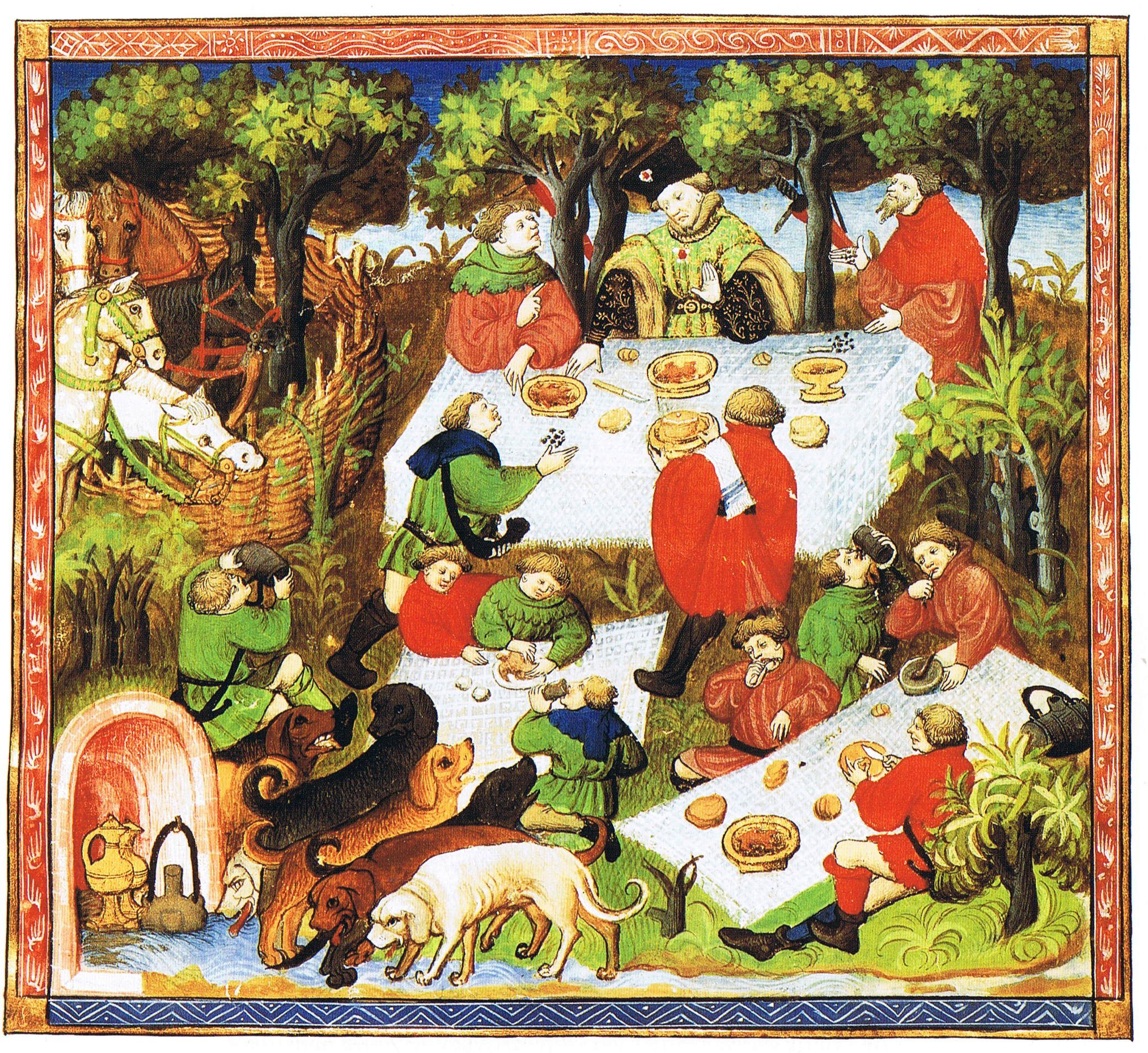
Пикник. Из «Книги охот» Гастона Феба. Рукопись XV века. Париж, Национальная Библиотека Франции

Интересно, что любовь Аббата и Дамы приходится на Великий пост; сама идея воздержания, усмирения плоти перерастает во второй части романа в свою противоположность. Назидательный финал никак не исчерпывает смысла книги.

## Э. Ауэрбах об Антуане де Ла Сале
Одна из новелл в составе «Утешения для госпожи де Фрэн» удостоилась подробного разбора в труде Эриха Ауэрбаха «Мимесис». По мнению Ауэрбаха, 
«…в самом средоточии пышного, внутренне уже несколько надломленного стиля позднего феодализма, как показывает текст, заключено подлинно трагическое, отличающееся наивысшим достоинством событие, рассказ о котором ведется с подобающей теплотой, сердечностью и простодушием, пусть даже, на наш взгляд, несколько церемонно и излишне обстоятельно. Во всей средневековой литературе не найти другого такого примера столь простого, столь реального и столь образцово-трагического конфликта, и я часто удивлялся тому, что это прекрасное произведение так мало известно».